# 重水
重水（じゅうすい、英語: heavy water）とは、質量数の大きい同位体の水分子を多く含み、通常の水より比重の大きい水のことである。重水に対して通常の水 (1H216O) を軽水と呼ぶ。重水素と軽水素は電子状態が同じであるため、重水と軽水の化学的性質は似通っている。しかし質量が異なるので、物理的性質は異なる。
通常の水は 1H216O であるが、重水は水素の同位体である重水素（デューテリウム: D、2H）や三重水素（トリチウム: T、3H）、酸素の同位体 17O や 18O などを含む。なお通常の水はH216Oが99.76パーセントからなるが、H218O（0.17パーセント）、H217O（0.037パーセント）、HD16O（0.032パーセント）などの水もわずかながら含まれている。
狭義には化学式D2O、すなわち重水素二つと質量数16の酸素によりなる水のことを言い、単に「重水」と言った場合はこれを指すことが多い。別名に酸化重水素 (deuterium oxide, Water-d2) など。自然界では、D2Oとしての重水はほとんど存在せず、重水はDHOの分子式（半重水）として存在する。

## 物理的性質
※以下の値は、すべて101.325キロパスカル（1気圧）におけるものである。
D2Oで表される重水の融点は摂氏3.82度（276.97ケルビン）、沸点は摂氏101.43度（374.58ケルビン）である。また摂氏20度における密度は、1.105グラム毎立法センチメートルである。摂氏20度における粘性は 0.00125パスカル秒である。
O-D結合は同位体効果により、D2OはH2Oよりも電気分解の速度が遅い。このような軽水と重水の性質の違いを利用して、重水をわずかに含む天然の水から濃縮、分離することができる。
なお重水素は三重水素とは異なり放射性ではないため、重水 (D2O) もトリチウム水 (T2O) とは異なり放射性ではない。
| 性質               | 単位または条件    | D2O（重水） | DHO（半重水） | H2O（軽水=ウィーン標準平均海水） |
| ------------------ | ----------------- | ----------- | ------------- | -------------------------------- |
| 融点               | °C                | 3.82        | 2.04          | 0.02519                          |
| 沸点               | °C                | 101.4       | 100.7         | 約99.9743                        |
| 密度               | 20 °C, g/mL       | 1.1056      | 1.054         | 0.99997495                       |
| 最大密度となる温度 | °C                | 11.6        |               | 3.984                            |
| 粘性               | 20 °C, centipoise | 1.25        | 1.1248        | 1.005                            |
| 表面張力           | 25 °C, dyn·cm     | 71.87       | 71.93         | 71.98                            |
| 融解熱             | cal/mol           | 1515        | 1487          | 1436                             |
| 気化熱             | cal/mol           | 10864       |               | 10515                            |
| 水素イオン指数     | 25°C,pH           | 7.43        | 7.226         | 6.9996                           |

## 生体への影響
重水は、物質の溶解度、電気伝導度、電離度などの物性や反応速度が軽水とは異なる値を示す。そのため、飲料水などとして大量に摂取すると酵素反応などの生体内反応に失調をきたす。哺乳類の場合25パーセント重水は不妊を引き起こし、50パーセント重水は致死的である。人間の場合、水分摂取量の10パーセントを超えると問題が生じるとの推測がある。重水の中では魚類も生きることができず、植物の発芽や成長も停止する。一方、藻類やバクテリアは100パーセント重水の中でも生息可能である。
重水はまた、生物の概日リズムに大きな影響を与える。単細胞生物から植物、昆虫、鳥類、マウスに至るまで重水の摂取によって概日リズムが長くなることが確認されており、細胞における概日リズム発生メカニズムの研究に用いられている。
人間が重水を舐めると甘く感じ、軽水と明確に区別することができる。重水が初めて分離されたころから重水は甘いという指摘がされており、2021年に発表された文献では、分子動力学法シミュレーション、細胞単位での実験、マウスモデル、人間の被験者などを使った研究で、人間の甘みを感じるレセプターであるTAS1R2/TAS1R3に重水が作用して活性化することを明らかにし、人間にとって重水が確かに甘く感じるということを示した。一方でマウスにとっては甘く感じられないことも明らかとなっている。軽水と異なって重水がこの作用をもたらす理由については、2021年現在まだ解明されていない。

## 用途
重水は原子炉の減速材として使われる。一般に重水に限らず、水素には高速中性子を熱中性子に減速する能力（減速能）にすぐれる特性がある。水は水素を大量に含むため減速材として利用されるが、軽水は減速能とともに中性子を吸収する能力も大きいことが問題となる。ウランの濃縮技術が未発達だった初期の原子炉開発においては、軽水に次ぐ減速能を持ち軽水に比べて中性子吸収が少ない重水素からなる重水が減速材として使用された。核兵器（原子爆弾）の開発にも利用しうるため、第二次世界大戦の頃から重水の生産設備は軍事的な防衛・攻撃目標として扱われていた（ノルスク・ハイドロ重水工場破壊工作など）。
重水を利用する原子炉（重水炉）は、現在では核兵器の製造に直結するウラン濃縮を行うことなく天然ウランをそのまま核燃料に使用することができるCANDU炉や、燃料ソースの多様化を求めた新型転換炉などで使用されている。
なおこの減速材としての働きは、医療にも応用されている。すなわち放射線治療において、エネルギーが高い高速粒子のままでは生体に対する悪影響が強すぎるので、減速中性子を利用する治療方法が提唱されている。中性子を軽水で減速すると中性子が軽水に吸収されてしまいビーム出力が弱くなるため、重水が減速材に使用される。
また、カナダのサドベリー・ニュートリノ観測所 (SNO) では、ニュートリノの検出に重水が利用されている。
他には、1H-NMR測定用の溶媒には、ロック（磁場安定化機構）のため、および試料の軽水素からのシグナルを妨害しないように、重水などの重溶媒が用いられる。
重水のみで作られた氷は水に沈むので、手品として使える。